# ヤマザワ
株式会社ヤマザワ（英: YAMAZAWA CO., LTD.）は、山形・宮城県に「ヤマザワ」、秋田県に「よねや」の食品スーパーマーケットチェーンを展開する企業。山形県山形市に本社を置き、合計71店舗の食品スーパーマーケットを展開する。
山形県内に展開するスーパーマーケットおいて店舗数、売上高、シェアにおいて首位である。日本流通産業（ニチリウグループ）加盟。

## 沿革

### 創業期
1952年（昭和27年）に山澤進が山形県東根市神町に「山澤薬局」を開業。開業当時、神町は5,000人ほどの在日アメリカ軍で賑わっており、アメリカ兵の給料日である金曜日には、大勢の兵士たちが店にやってきたという。翌年である1953年（昭和28年）には山形市七日町に2号店を開業させた。
高度経済成長期の真っ只中、参加した勉強会にて「小売業が時代の主役となる」と確信した山澤は、1962年（昭和37年）に山形駅前にて山形県内では初となる本格的なスーパーマーケットを開業させた。当時では珍しかったセルフサービス式の店舗で、250坪ほどの売り場であった。
その後の10年間で10店舗、次の10年間では20店舗を新たに出店。その中で、1981年（昭和56年）3月にはスーパー今井を吸収合併し、店舗の営業権を譲り受け山形市周辺のドミナントを強化。その後、1984年（昭和59年）10月25日。には県外第1号店として宮城県仙台市泉区（当時は宮城県泉市）に泉ヶ丘店を開業した。なお、泉ヶ丘店については老朽化により2020年（令和2年）6月14日をもって閉店（公式のアナウンスでは建て替えを予定した休業とのこと）した。

### 東北ジャスコチェーン・東北スーパーチェーン連合に参画
1969年（昭和44年）9月10日、ジャスコの岡田卓也社長は経営研究会を発足させ、研鑽と親睦を重ねていたヤマザワなど東北地方のスーパー6社に、商品の一括購入による規模のメリット追求と配送センターの建設による物流コストの削減を目指すべく、提携を呼びかけた。これに新潟県の堀川も参画を表明し、翌1970年（昭和45年）3月、ジャスコを含む8社で「東北ジャスコチェーン」が設立され、6月には一部共同仕入れと商品の共同開発がスタートした。
1971年（昭和46年）1月、東北ジャスコチェーンを中心に「北日本セルコ」と「東北セルコ」も加わり、東北スーパーチェーン連合が設立された。しかし、提携は緩やかのものであったため、捗々しい成果が上がらず、数年後、東北スーパーチェーン連合は東北ジャスコチェーンとともに解散した。

### 北東北への進出計画とよねや
山形・宮城の両県で店舗網を拡大してきたヤマザワは、両県に次ぐ第三の市場として福島県を挙げていたが、2011年3月11日に発生した東北地方太平洋沖地震とそれに伴う福島第一原子力発電所事故により計画を断念し、代わりに岩手県・秋田県への進出を目指すことにした。同時期には出店空白地帯となっていた宮城県北部や南部への出店に乗り出し、古川北店（大崎市）と古川バイパス店（同）を2011年12月1日に開業させ、これを足掛かりに北東北への進出も加速させるとした。
2012年夏に岩手県一関市と秋田県由利本荘市へ出店し、これら両県で20店舗前後を展開すると同時に、仙台都市圏においても出店ペースを加速させ、5年後には4県で100店舗、年商2000億円規模を目指すというビジョンを掲げた。なお、2011年10月時点のヤマザワの店舗数は62店舗（うち山形県43店舗、宮城県19店舗）。
2012年9月には、秋田県南部を拠点にする中堅スーパーよねや商事（横手市）の株式の10%をヤマザワが取得。出店スピードを上げる一方で、M&Aも視野に入れて事業拡大をすることとし、2014年3月1日には完全子会社化した。この子会社化を梃子に、今後も秋田県の由利本荘地区への進出を目指す上、岩手県への出店も視野に入れるとしていたが、2024年現在いずれも実現していない。
2015年4月、よねやが「とくし丸」からノウハウの提供を受け、移動スーパーに参入し、 2020年（令和2年）6月からはヤマザワでも「とくし丸」の展開を始めた。
2023年3月1日、よねや商事を経営資源の集約と業務効率化のため吸収合併した。吸収合併後、ヤマザワはよねや商事が運営していた食品スーパーマーケット、よねやの運営を引き継ぐこととなった。

### 年表
特に注釈の無い項目については公式サイトの情報によるもの。
- 1952年（昭和27年）8月 - 山形県東根市に「山澤薬局」開業。
- 1962年（昭和37年）11月 - 山形駅前に県内で初となる本格スーパーマーケット（山形駅前店）を開店。
- 1970年（昭和45年）12月 - 本部を山形市に移転。
- 1974年（昭和49年）7月 - 株式会社ヤマザワ薬品を設立。
- 1975年（昭和50年）4月 - 株式会社サンコー食品を設立。
- 1981年（昭和56年）3月 -  ドミナント強化のため株式会社スーパー今井を吸収合併し、営業権を譲り受ける。
- 1984年（昭和59年）10月25日 - 宮城県への進出第1号店として泉ヶ丘店（泉市、現・仙台市泉区）を開店[7]。
- 1992年（平成4年） 
  - 4月 - 庄内地方への進出第1号店としてくしびき店（東田川郡櫛引町、現・鶴岡市）を開店。
  - 11月 - 商品力強化を目的として、日本流通産業に資本参加。
- 1994年（平成6年）9月 - 株式を店頭公開。
- 2003年（平成15年）5月 - 山形市あこや町旧本社隣に新本社落成。
- 2004年（平成16年）2月 - 東京証券取引所第2部上場。
- 2005年（平成17年）3月 - 東京証券取引所第1部に指定替え。
- 2011年（平成23年） - 東日本大震災により一部の店舗が被災。宮城県沿岸部の店舗では津波の被害もあった[24]。
- 2012年（平成24年） - 秋田県横手市に本社を置く、スーパーマーケットよねやを運営するよねや商事に資本参加[25]。
- 2014年（平成26年） 
  - 3月1日 - よねや商事を完全子会社化[26]。
  - 6月 - 山形市の農業生産者と共同出資で農業生産法人「ヤマザワ西蔵王高原ファーム」を設立[27]。
- 2015年（平成27年） 
  - 5月28日 - 板垣宮雄社長が副会長に退き、山澤進の女婿である古山利昭副社長兼営業本部長が後任として昇格[28][29]。
  - 10月7日 - 電子マネー「にこか」を導入（ポイントカードから移行）[30]。
- 2018年 （平成30年） - オール日本スーパーマーケット協会にB会員（教育のみ）として加盟[31]。日本流通産業加盟は継続。
- 2019年（令和1年）
  - 2月20日 - 創業者の山澤進会長を代表取締役から解任[32]。
  - ガバナンス委員会の設置と山澤進の取締役退任を発表[33]。
- 2020年（令和2年）6月 - 移動スーパー「とくし丸」事業を開始。
- 2021年（令和3年）11月26日 - 取締役会で東証の新市場区分である「スタンダード市場」への選択申請を決議[34]。
- 2023年（令和5年）3月1日 - 完全子会社であるよねや商事を吸収合併[20]。
- 2024年（令和6年）3月1日 - 共通ポイントサービス「楽天ポイントカード」とIC型電子マネー「楽天Edy」の導入開始。これに伴い、自社ポイントカード「にこかカード」のサービスを終了[35]。

## 店舗展開
2024年9月現在、ヤマザワが山形県に44店舗、宮城県に19店舗。よねやが秋田県に7店舗展開している。
- ヤマザワ山居町店
（山形県酒田市）
- よねや大曲中央店
（秋田県大仙市）

## 過去に存在した店舗
- ×は建物が解体された店舗

### 山形県

#### 山形市
- 山形駅前店→粧苑ヤマザワ駅前店×（1962年（昭和37年）11月23日開店[6] - 2007年（平成19年）9月閉店[36]、山形市香澄町2丁目）
  - 山形県内初のスーパーマーケット店舗として開店。
  - 後にドラッグストア主体の「粧苑ヤマザワ」に業態変更して営業し続けたが、山交ビル店を2006年（平成18年）3月18日に向かい側の山交ビル（旧・ダイエー山形店）の1階・地下1階に出店したため閉店[36]。約1年半は、山交ビル店と併存していた。
- 粧苑ヤマザワ七日町店（2020年（令和2年）2月閉店、山形市七日町2丁目7-8）
- ジャスコ地下店→七日町店×（1972年（昭和47年）11月1日開店 - 2005年（平成17年）閉店、山形市七日町）
  - ジャスコ山形店→COCO21の地下食品売場として営業していた。
- ニチイ地下店×（1973年（昭和48年）3月3日開店 - 1994年（平成6年）1月16日閉店、山形市香澄町）
  - ニチイ山形店の地下食品売場として営業していた。
- 北駅前店×（1969年（昭和44年）4月24日開店 - 2010年（平成22年）3月31日閉店、山形市宮町）
  - 建物の老朽化に伴い閉店。
  - 跡地は、電気小売店の「シダ電気販売」。
  - 代替店舗として、宮町店が2012年（平成24年）7月5日に開業。
- 銅町店×（1967年（昭和42年）12月25日開店 - 1997年（平成9年）閉店、山形市銅町）
  - 跡地に、元気市場たかはし銅町店があったが閉店している。
- 小姓町店×（1968年（昭和43年）4月1日開店、山形市小姓町）
- バイパス店（1974年（昭和49年）12月7日開店 - 2019年（令和元年）8月25日閉店、山形市上山家町）
  - ヤマザワボウル（1970年（昭和45年）12月開業）の跡地に居抜き出店。
  - 1990年（平成2年）8月2日に増床リニューアルを行った。
  - 跡地は、山形トヨペット東バイパス店[37]。
- 下条店×（1976年（昭和51年）8月6日開店 - 2015年（平成27年）12月13日閉店、山形市下条町）
  - 跡地は、ヨークベニマル山形下条町店。
- 小白川店×（1969年（昭和44年）11月13日開店 - 2013年（平成25年）1月14日閉店、山形市小白川町）
  - 建物の老朽化に伴い閉店。
  - 跡地は、パークハイム小白川。
- （初代）松見町店×（1978年（昭和53年）6月22日開店 - 2012年（平成24年）5月6日閉店、山形市松見町）
  - （2代目）松見町店に建て替えのため閉店。
- 県庁通店（1979年（昭和54年）3月28日開店 - 1993年（平成5年）3月31日閉店、山形市松波）
  - 跡地は、シャープ山形支店[37]。
- （初代）清住町店×（1981年（昭和56年）4月11日開店 - 1992年（平成4年）閉店、山形市清住町）
  - 旧スーパー今井清住町店。
  - 跡地は、タケダスポーツ山形清住店。
- 城西店×（1971年（昭和46年）10月29日開店 - 2009年（平成21年）2月閉店、山形市清住町）
  - （2代目）清住町店に建て替えのため閉店。
- （初代）北町店×（1979年（昭和54年）4月20日開店 - 1993年（平成5年）閉店、山形市桧町）
  - （2代目）北町店に建て替えのため閉店。
- 北町バラエティストア×（1981年（昭和56年）8月28日開店 - 1992年（平成4年）閉店、山形市桧町）
  - 旧スーパー今井北町店。
  - （2代目）北町店に建て替えのため閉店。
- 北町衣料品店×（1986年（昭和61年）開店 - 1992年（平成4年）閉店、山形市桧町）
  - （2代目）北町店に建て替えのため閉店。
- 江俣店×（1981年（昭和56年）4月11日開店、山形市江俣）
  - 旧スーパー今井江俣店。
  - 跡地は、車検のコバック山形江俣店。
- （初代）漆山店×（1979年（昭和54年）6月1日開店 - 2017年（平成29年）8月閉店、山形市漆山）
  - （2代目）漆山店に建て替えのため閉店。
- 末広町店（1976年（昭和51年）5月20日開店、山形市末広町）
  - 跡地は、スイミングアカデミーヤマザワ[37]。
- 飯塚店（1981年（昭和56年）3月20日開店、山形市飯塚町）
  - 旧スーパー今井飯塚店。
  - 跡地は、出羽の恵みかすり家本店[37]。
- あかねヶ丘店×（1981年（昭和56年）4月11日開店 - 2013年（平成25年）5月閉店、山形市上町）
  - 旧スーパー今井あかねヶ丘店。
  - 跡地は、元気市場たかはし上町店[38]。
- （初代）あさひ町店×（1981年（昭和56年）開店 - 2010年（平成22年）9月4日閉店、山形市小白川町）
  - 旧スーパー今井あさひ町店。
  - （2代目）あさひ町店に建て替えのため閉店。
- 南館店（1979年（昭和54年）10月4日開店 - 2009年（平成21年）11月23日閉店、山形市南館）
  - 富の中店に移転のため閉店。
  - 跡地は、お宝中古市場山形南店[37]。
- 寿町店×（1981年（昭和56年）4月11日開店 - 1997年（平成9年）閉店、山形市鉄砲町）
  - 旧スーパー今井寿町店。
  - 跡地は、セレモニーホール山形。

#### 天童市
- 天童店×（1970年（昭和45年）4月15日開店 - 2000年（平成12年）9月24日閉店、天童市東本町1丁目16-29）
  - 地上4階建てのGMS店舗。
  - 開業当初は3階にはボウリング場「天童ロイヤルボウル」が営業していた。
  - 1978年（昭和53年）4月28日に増床。
  - 跡地は、ヤマザワ天童中央店。
- 天童東店×（1979年（昭和54年）10月10日開店 - 2002年（平成14年）9月閉店、天童市老野森1丁目）
  - 天童中央店に移転・統合のため閉店。
  - 跡地は、ローソン天童老野森一丁目店。
- （初代）長岡店×（1979年（昭和54年）10月10日開店 - 2022年（令和4年）9月30日閉店、天童市中里）
  - （2代目）長岡店に建て替えのため閉店。
- 久野本店（1981年（昭和56年）3月20日開店 - 1983年（昭和58年）閉店、天童市久野本）
  - 旧スーパー今井天童店。
- 交り江店（1987年（昭和62年）開店 - 1998年（平成10年）閉店、天童市交り江）
  - 天童西店に移転のため閉店。跡地は、フードセンターたかき交り江店[37]。
- パルテ店（1992年（平成4年）4月20日開店 - 1997年（平成9年）3月31日閉店、天童市本町）
  - 天童駅ビル「パルテ」の核店舗だった。

#### 上山市
- （初代）上山店→上山二日町店×（1966年（昭和41年）12月2日開店 - 1994年（平成6年）9月30日閉店、上山市二日町）
  - 開業当初はボウリング場「上山ボウル」が営業していた。
  - （2代目）上山店の開業後もしばらく営業。
  - 跡地は、ショッピングプラザカミン（現・二日町プラザ）。
- （2代目）上山店×（1980年（昭和55年）5月21日開店 - 2013年（平成25年）11月24日閉店、上山市南町3-37）
  - 地上2階建てのGMS店舗。
  - 1991年（平成3年）10月16日に増床。
  - （3代目）上山店に移転のため閉店。
  - 跡地は、ダイソーヤマザワ上山店。

#### 東村山郡
- （初代）中山店×（1988年（昭和63年）12月15日開店 - 2022年（令和4年）2月20日閉店、東村山郡中山町長崎）
  - ショッピングプラザライズの核店舗だった。
  - （2代目）中山店に建て替えのため閉店。

#### 寒河江市
- 寒河江店×（1972年（昭和47年）4月7日開店 - 1996年（平成8年）9月23日閉店、寒河江市中央1丁目7-12）
  - 地上3階建てのGMS店舗。
  - 開業当初は3階にはボウリング場「ヤマザワボウル寒河江」が営業していた。
  - 1982年（昭和57年）12月8日に増床。
  - （初代）寒河江プラザ店に移転のため閉店。
  - 跡地は、ドラッグヤマザワ寒河江店。
- 寒河江東店×（1987年（昭和62年）6月開店 - 1997年（平成9年）3月31日閉店、寒河江市新山1丁目）
  - （初代）寒河江プラザ店に統合のため閉店。
  - 跡地は、ヤマダ電機テックランドNew寒河江店。
- カジュアル21×（1987年（昭和62年）12月開店 - 1993年（平成5年）3月31日閉店、寒河江市新山1丁目）
  - 寒河江東店の衣料館として営業していた。
  - 跡地は、洋服の青山寒河江店。
- （初代）寒河江プラザ店×（1996年（平成8年）9月28日開店 - 2015年（平成27年）9月27日閉店、寒河江市横道）
  - （2代目）寒河江プラザ店に建て替えのため閉店。

#### 西村山郡
- （初代）谷地店×（1980年（昭和55年）1月10日開店 - 2020年（令和2年）8月23日閉店、西村山郡河北町谷地）
  - （2代目）谷地店に移転のため閉店。
  - 跡地は、クスリのアオキ河北店。

#### 東根市
- （初代）神町店×（1967年（昭和42年）2月開店 - 1977年（昭和52年）11月閉店、東根市神町中央）
  - 神町サンマートに経営譲渡。
  - 代替店舗として、（2代目）神町店が2009年（平成21年）7月31日に、さくらんぼ東根店が2023年（令和5年）10月12日に開業。
  - 跡地は、けんじ脳神経クリニック。

#### 村山市
- （初代）村山店×（1980年（昭和55年）6月25日開店 - 2000年（平成12年）8月20日閉店、村山市楯岡中町3-19）
  - 地上2階建てのGMS店舗。
  - 代替店舗として、（2代目）村山店が2004年（平成16年）5月18日に、村山駅西店が2017年（平成29年）4月5日に開業。
  - 跡地は、セブン-イレブン村山楯岡中町店。

#### 尾花沢市
- （初代）尾花沢店（1979年（昭和54年）5月1日開店 - 1998年（平成10年）閉店、尾花沢市朧気48-1）
  - ボウリング場「尾花沢ボウル」の跡地に居抜き出店。
  - 1988年（昭和63年）4月20日にレッドプライスに業態転換。
  - 代替店舗として、（2代目）尾花沢店が1999年（平成11年）10月20日に開業。
  - 跡地は、建設会社の倉庫として利用されている[37]。

#### 南陽市
- 赤湯店×（1973年（昭和48年）6月28日開店 - 1997年（平成9年）閉店、南陽市赤湯791-1）
  - 地上2階建てのGMS店舗。
  - 南陽店に移転のため閉店。
  - 跡地は、えくぼプラザが2001年（平成13年）3月27日に開業。
- （初代）宮内店×（1983年（昭和58年）4月27日開店 - 2018年（平成30年）3月4日閉店、南陽市宮内）
  - （2代目）宮内店に移転のため閉店。
  - 跡地に、ウエルシア南陽宮内店があったが閉店している。

#### 東置賜郡
- （初代）川西店×（1991年（平成3年）4月開店 - 2012年（平成24年）5月16日閉店、東置賜郡川西町上小松）
  - （2代目）川西店に建て替えのため閉店。

#### 鶴岡市
- 鶴岡宝田店（2005年（平成17年）10月23日開店 - 2020年（令和2年）5月11日閉店、鶴岡市宝田）
  - 鶴岡茅原店に移転のため閉店。
  - 跡地は、ネクステージ鶴岡店。

### 宮城県

#### 仙台市

##### 泉区
- 泉ヶ丘店×（1984年（昭和59年）10月25日開店[7] - 2020年（令和2年）6月14日閉店[8][7]、仙台市泉区泉ヶ丘3丁目）
  - 地上2階建てのGMS店舗で、宮城県第1号店だった[7]。
  - 老朽化のため閉店。開業時期は未定だが新店舗への建て替え計画がある[8]。
- 加茂店×（1993年（平成5年）6月開店 - 2020年（令和2年）2月24日閉店、仙台市泉区加茂）
  - 跡地は、セブン-イレブン仙台加茂4丁目店と老人ホーム。
- 南光台店×（2000年（平成12年）10月開店 - 2019年（平成31年）1月31日閉店、仙台市泉区松森新田）
  - 跡地は、薬王堂仙台南光台店。

##### 青葉区
- 仙台中山店（2012年（平成24年）3月2日開店 - 2018年（平成30年）9月30日閉店、仙台市青葉区中山7丁目）
  - 跡地は、ヨークベニマル仙台中山店[37]。

##### 宮城野区
- 高砂店×（1986年（昭和61年）1月開店 - 2020年（令和2年）7月24日閉店、仙台市宮城野区栄2丁目）
  - 中野栄店として建て替えのため閉店。

##### 若林区
- （初代）荒井店×（1996年（平成8年）7月開店 - 2016年（平成28年）11月20日、仙台市若林区荒井大場伝）
  - （2代目）荒井店に移転のため閉店。
  - 跡地は、JOYFIT24仙台荒井とセブン-イレブン仙台荒井4丁目店。

##### 太白区
- 長町南店（2004年（平成16年）11月開店 - 2020年（令和2年）9月22日閉店、仙台市太白区長町南4丁目）
  - 跡地は、ツルハドラッグ長町南店[37]。

#### 名取市
- イトーピア名取店×（1991年（平成3年）開店 - 2004年（平成16年）1月閉店、名取市ゆりが丘1丁目）
  - 愛島店に移転のため閉店。
  - 跡地は、仙台ゆりが丘マリアージュアンヴィラ。
- 愛島店（2004年（平成16年）4月開店 - 2020年（令和2年）8月31日閉店、名取市愛の杜1丁目）
  - 跡地は、ヨークベニマル名取愛島店[37]。

### 秋田県

#### 大仙市
- よねや大曲中央店（2020年（令和2年）3月[39] - 2024年（令和6年）8月29日[39]）

## 広告
テレビコマーシャル
- 毎月初旬の「元気市」では山形県・宮城県の少年スポーツチームが月替わりで出演する。
- 山形県内の民放4局（YBC、YTS、TUY、SAY）ではスポットCMが多く放送されている。

## 関係会社

### 連結子会社
- 株式会社ヤマザワ薬品
- 株式会社サンコー食品

### 非連結子会社・持分法非適用会社
- 株式会社粧苑ヤマザワ
- 株式会社ヤマザワ保険サービス
- ヤマザワ産業株式会社
- 株式会社横手エス・シー
- 株式会社ヤマザワ天童錦の会ファーム